# سايهو جاني
سايهو جاني (بالإنجليزية: Saihou Jagne)‏ هو لاعب كرة قدم غامبي في مركز الهجوم، ولد في 10 أكتوبر 1986 في بانجول في غامبيا. لعب مع أيك سولنا ونادي إسكلستونا ونادي برومابويكارنا ونادي ماريهامن.

## وصلات خارجية
- سايهو جاني على موقع الاتحاد الأوربي (الإنجليزية)
- سايهو جاني على موقع قاعدة بيانات كرة القدم.إي يو (الإنجليزية)
- سايهو جاني على موقع Soccerway.com (الإنجليزية)
- سايهو جاني على موقع عالم كرة القدم.نت (الإنجليزية)